# Acanthobrahmaea europaea
Acanthobrahmaea europaea este o molie din familia Brahmeidelor, aparținând ordinului Lepidoptera, endemică în Italia meridională.

## Descriere

Răspândire

Anvergura aripilor moliei variază de la 65 la 80 de milimetri.
Singura zonă în care poate fi găsită această specie este partea sudică a Italiei. Habitatul speciei constă în pădurile cu copaci (cu frunze) din zonele montane de la înălțimi de 250 până la 850 metri. Acanthobrahmaea europaea este activă în amurg și noaptea.
În timpul zborului timpuriu (martie și aprilie), moliile zboară chiar și la temperaturi apropiate de cea a înghețului. Ouăle eclozează la sfârșitul lui martie sau aprilie. Omizile se hrănesc cu plante din genurile Ligustrum și Fraxinus.